# Избеглии
Избеглии (болг. Избеглии) — село в Болгарии. Находится в Пловдивской области, входит в общину Асеновград. Население составляет 790 человек.

## Политическая ситуация
В местном кметстве Избеглии, в состав которого входит Избеглии, должность кмета (старосты) исполняет Андрей Йорданов Андреев (Граждане за европейское развитие Болгарии (ГЕРБ)) по результатам выборов.
Кмет (мэр) общины Асеновград — Христо Грудев Грудев (коалиция партий: «ГЕРБ (Граждане за европейское развитие Болгарии)», «ВМРО — Болгарское национальное движение») по результатам выборов.